# Ciencia de la Mente

Emblema de Ciencia Religiosa.

La Ciencia Mental, también conocida como Metafísica Espiritual, fue fundada en 1927 por Ernest Holmes (1887-1960) y es un movimiento espiritual, filosófico y metafísico dentro del Nuevo Pensamiento. En general, el término Ciencia de la Mente hace referencia a las enseñanzas mientras que Ciencia Religiosa describe las organizaciones. Sin embargo, los adherentes a menudo tienden a utilizar ambos nombres. Enrnest Holmes afirmaba que la Ciencia Religiosa es una correlación de leyes de ciencia, opiniones de filosofía y revelaciones espirituales aplicadas a las necesidades humanas y las aspiraciones de mujeres y hombres. También explicaba que la Ciencia de la Mente no se basa en tipo alguno de autoridad de creencias establecidas (léase: dogma) sino en "lo que puede ser logrado" por la gente que la practica.

## Historia
Ernest Holmes no tenía como intención original que la Ciencia de La Mente fuera una iglesia, sino una institución de enseñanza. Con el mismo espíritu, muchas "iglesias" se han denominado a sí mismas como "centros". El trabajo de salud mental del Dr. Phineas P. Quimby constituyó una fuente de inspiración para un segmento considerable del movimiento Nuevo Pensamiento, incluyendo a la Ciencia de la Mente. Ernest Holmes recibió una importante influencia de Emma Curtis Hopkins, en especial de su Práctica Mental Cristiana Científica, una precursora directa del Tratamiento Mental Espiritual escrito por Holmes. 

## Intelectuales afines
- Ernest Holmes
- Ralph Waldo Emerson
- Phineas Parkhurst Quimby
- Thomas Troward
- Emma Curtis Hopkins
- Louise Hay
- Emanuel Swedenborg
- Michael Beckwith